# Modern Love (film, 2008)
Pour les articles homonymes, voir Modern Love.
Pour plus de détails, voir Fiche technique et Distribution.
Modern Love est un film français réalisé par Stéphane Kazandjian et sorti en 2008.

## Synopsis
Modern Love est un film choral qui raconte plusieurs relations sentimentales. D'abord, l'histoire de Vincent qui tente de faire succomber à son charme Marianne, déjà amoureuse d'un autre homme par dépit. La jeune femme, artiste, se montre distante avec cet homme à qui tout réussit et qui ne doute pas de ses atouts de séducteur.
Dans la réalité, le soir du Nouvel An, Elsa se rend compte qu'elle est amoureuse d'un homme qui la trompe sans vergogne et qui refuse tout engagement. Désespérée, elle décide cependant de le quitter. Trois ans plus tard, elle rencontre ensuite Jérôme lors d'un rendez-vous professionnel et essaye de flirter avec lui, sans se rendre compte que le jeune homme est homosexuel. Lorsqu'elle l'apprend, elle se résigne à n'avoir que de l'amitié pour lui, mais Jérôme va tomber sous son charme. Une relation fusionnelle va commencer entre eux, jusqu'à ce que la jeune femme se sente étouffée par autant d'amour.
Le même soir du Nouvel An, dans la même boîte qu'Elsa, Éric vient implorer Marie de se remettre avec lui. Cette dernière, dépressive et égoïste, ne sait plus où se mettre. Trois ans plus tard, Eric a refait sa vie et est en couple avec Anne. Par hasard, il revoit Marie. Cette dernière est désespérée, son conjoint est stérile et ils ne peuvent avoir d'enfant. Eric accepte sur ses supplications de lui faire un enfant. Anne le quitte, comprenant qu'il n'a pas réussi à faire une croix sur Marie. Eric pense avoir reconquis cette dernière, qui lui tombe dans les bras avant de le quitter à nouveau.
Finalement, au Nouvel An suivant, Éric et Elsa vont se croiser au cinéma en allant voir Modern Love, sans savoir où ils ont déjà pu se voir.

## Fiche technique
- Réalisation : Stéphane Kazandjian
- Scénario : Pierre Rambaldi
- Décors : Philippe Chiffre
- Chansons : Martin Rappeneau et Benjamin Seilles
- Musique : Martin Gamet
- Chorégraphie : Sidi Larbi Cherkaoui
- Production : Delante Productions, Galatée Films
- Pays :  France
- Genre : comédie romantique, film musical
- Durée : 100 min
- Date de sortie : 
  - France - 12 mars 2008

## Distribution
- Alexandra Lamy : Marianne
- Stéphane Rousseau : Vincent
- Bérénice Bejo : Elsa
- Pierre-François Martin-Laval : Éric
- Clotilde Courau : Marie
- Stéphane Debac : Jérôme
- Valérie Karsenti : Laure
- Kad Merad : Olivier
- Mélanie Bernier : Anne
- Thomas Jouannet : Victor
- Annie Grégorio : la prof d'Espagnol
- Francis Leplay : Hervé
- Raphaëlle Agogué : Sasha
- Éric Naggar : Charles

## Bande originale
1. Bonne année - Martin Gamet
2. Un p'tit tour et puis s'en va - Alexandra Lamy, Stéphane Rousseau
3. Vincent Messine - Martin Gamet
4. Pharmacie - Martin Gamet
5. C'est oui - Martin Gamet
6. Ne vous méprenez pas - Alexandra Lamy, Stéphane Rousseau
7. Seuls - Martin Gamet
8. Prête en 20 secondes - Martin Gamet
9. C'est du passé - Martin Gamet
10. Marianne Lenoir -  Martin Gamet
11. Jamais vu - Alexandra Lamy, Stéphane Rousseau
12. Regrets - Martin Gamet
13. Coït Samba - Martin Gamet
14. Cette ronde infinie - Martin Gamet
15. Canon de Pachelbel - Johann Pachelbel
16. L'homme trop parfait - Martin Gamet
17. Modern By Night -  Martin Gamet
18. L'homme parfait - Martin Gamet
19. Pas mon style - Martin Gamet
20. Tout acheté - Martin Gamet
21. Tu vas m'aimer - Martin Gamet
22. Le destin s'en mêle - Alexandra Lamy, Stéphane Rousseau
23. La ronde instrumentale - Martin Gamet
24. Dans un film - Alexandra Lamy, Stéphane Rousseau
25. Crazy Lady - Géraldine Le Grand
26. Un soir de réveillon - Martin Gamet